# エクセロ・レコード
エクセロ・レコード (Excello Records) は、米国にかつて存在した独立系レコードレーベルである。スワンプ・サウンドなどと呼ばれる南部のブルースを世に多く送り出した。代表的なアーティストは、スリム・ハーポ、ライトニン・スリムなど。同系列のレーベルとしてはナッシュボロ(Nashboro)、ナスコ(Nasco)、クレッセント(Crescent)、クリード(Creed)、アーニーズ・レコード・パレード(Ernie's Record Parade)がある。

## 歴史
テネシー州ナッシュビルでレコード店を経営し、ラジオDJをしていたアーニー・ヤングが1951年、ゴスペル専門レーベル、ナッシュボロをナッシュビルに設立した。翌1952年、その別レーベルとして設立されたのがエクセロであった。同年、ボイヤー・ブラザーズのシングル"Step By Step / Oh Lord Stand By Me"をリリース。以後、1970年代まで、リリースを続けた。
1954年リリースのアーサー・ガンターによる「Baby, Let's Play House」はエルヴィス・プレスリーがカバーし、広く知られるようになった。スリム・ハーポは1957年から1970年までレーベルに在籍し、1966年には「Baby Scratch My Back」がR&Bチャートのトップを記録するヒットとなった。レイジー・レスターは1956年のシングル盤デビューより、引退する前の1967年まで在籍。「I'm A Lover Not A Fighter」など数多くの楽曲を残している。
その他、ロスコー・シェルトン、サイラス・ホーガン、リード・シンガーのモーリス・ウィリアムズをフィーチャーしたグラディオラス(後にモーリス・ウィリアムズ・アンド・ザ・ゾディアックスに改名、"Stay"でヒットを飛ばした)などもエクセロに録音を残している。
レーベル独特のサウンドには、レーベルのプロデューサーとして活躍したジェイ・ミラーの役割が大きかったと言われている。彼はプロデューサーとしてのみならず、多くの楽曲の作曲も手がけた。
1977年、アーニー・ヤングが死去。レーベルは閉鎖となり、エクセロとナッシュボロ音源の権利はAVIエンターテインメント・グループが買収した。1997年、AVIはユニバーサル ミュージック グループによって買収され、以後音源の権利は同社下にある。